# الانتخابات الرئاسية الجزائرية 1988
الانتخابات الرئاسية الجزائرية 1988 هي الانتخابات الرئاسية التي جرت في 22 ديسمبر 1988، فاز بالانتخابات الشاذلي بن جديد.

## المرشحين
| المرشح          | الحزب | عدد الأصوات |
| --------------- | ----- | ----------- |
| الشاذلي بن جديد |       |             |